# Stadion Rođeni
Stadion Rođeni (dawniej Stadion Vrapčići) – stadion piłkarski w Mostarze, w Bośni i Hercegowinie. Został otwarty 25 listopada 1995 roku. Obiekt może pomieścić 7000 widzów. Swoje spotkania rozgrywa na nim drużyna FK Velež Mostar.
Wschodnia trybuna zwyczajowo zajmowana jest przez grupę kibiców Red Army Mostar.